# Plagiosarus
Plagiosarus – rodzaj chrząszczy z rodziny kózkowatych. 

## Zasięg występowania
Przedstawiciele tego rodzaju występują w  Ameryce Środkowej oraz w Meksyku.

## Systematyka
Do Plagiosarus zaliczane są 3 gatunki:
- Plagiosarus binoculus
- Plagiosarus literatus
- Plagiosarus melampus.